# Quebec (Durham)
Quebec – wieś w Anglii, w hrabstwie Durham. Leży 10 km na zachód od miasta Durham i 379 km na północ od Londynu.
Nazwa wsi pochodzi od nazwy kanadyjskiego miasta Québec i została nadana w związku ze zdobyciem tego wówczas francuskiego miasta przez Brytyjczyków w 1759 roku.